# Jarzé Villages
Jarzé Villages ist eine französische Gemeinde mit 2.792 Einwohnern (Stand: 1. Januar 2022) im Département Maine-et-Loire in der Region Pays de la Loire. Sie ist dem Arrondissement Angers und dem Kanton Angers-6 zugehörig. 
Jarzé Villages entstand als Commune nouvelle im Zuge einer Gebietsreform zum 1. Januar 2016 durch die Fusion von vier ehemaligen Gemeinden, Beauvau, Chaumont-d’Anjou, Jarzé und Lué-en-Baugeois, die nun Ortsteile von Jarzé Villages (Communes déléguées) darstellen. Der Verwaltungssitz befindet sich in der Ortschaft Jarzé.

## Geographie
Jarzé Villages liegt etwa acht Kilometer nordöstlich von Angers. Umgeben wird Jarzé Villages von den Nachbargemeinden Marcé im Norden und Nordwesten, Durtal im Norden, Baugé-en-Anjou im Osten, Sermaise im Süden und Südosten, Mazé-Milon im Süden, Cornillé-les-Caves im Südwesten, Loire-Authion im Westen und Südwesten sowie Corzé im Westen.

## Gliederung
| Ortsteil                | ehemaliger INSEE-Code | Fläche (km²) | Einwohnerzahl (2016) |
| ----------------------- | --------------------- | ------------ | -------------------- |
| Beauvau                 | 49025                 | 07,98        | 0293                 |
| Chaumont-d’Anjou        | 49084                 | 11,98        | 0286                 |
| Jarzé (Verwaltungssitz) | 49163                 | 33,12        | 1840                 |
| Lué-en-Baugeois         | 49185                 | 07,42        | 0327                 |

## Sehenswürdigkeiten

### Beauvau
- Kirche Saint-Martin

### Chaumont-d’Anjou
- Kloster Chaloché, 1129 bis 1147 erbaut, seit 1973 Monument historique
- Schloss Le Rouvoltz, seit 1993 Monument historique
- Schloss Vaux, seit 1993 Monument historique

### Jarzé
- Kirche Saint-Cyr-et-Sainte-Julitte, ursprünglich aus dem 9. Jahrhundert, seit 1967 Monument historique
- Kapelle Notre-Dame in Montplacé, seit 1950 Monument historique
- Schloss Jarzé, seit 2008 Monument historique
- Herrenhaus La Roche-Thibault, seit 1978 Monument historique

### Lué-en-Baugeois
- Kirche Sainte-Marie, seit 1968 Monument historique
- Schloss La Perraudière, seit 1986 Monument historique

## Weinbau
Der Ort gehört zum Weinbaugebiet Anjou.

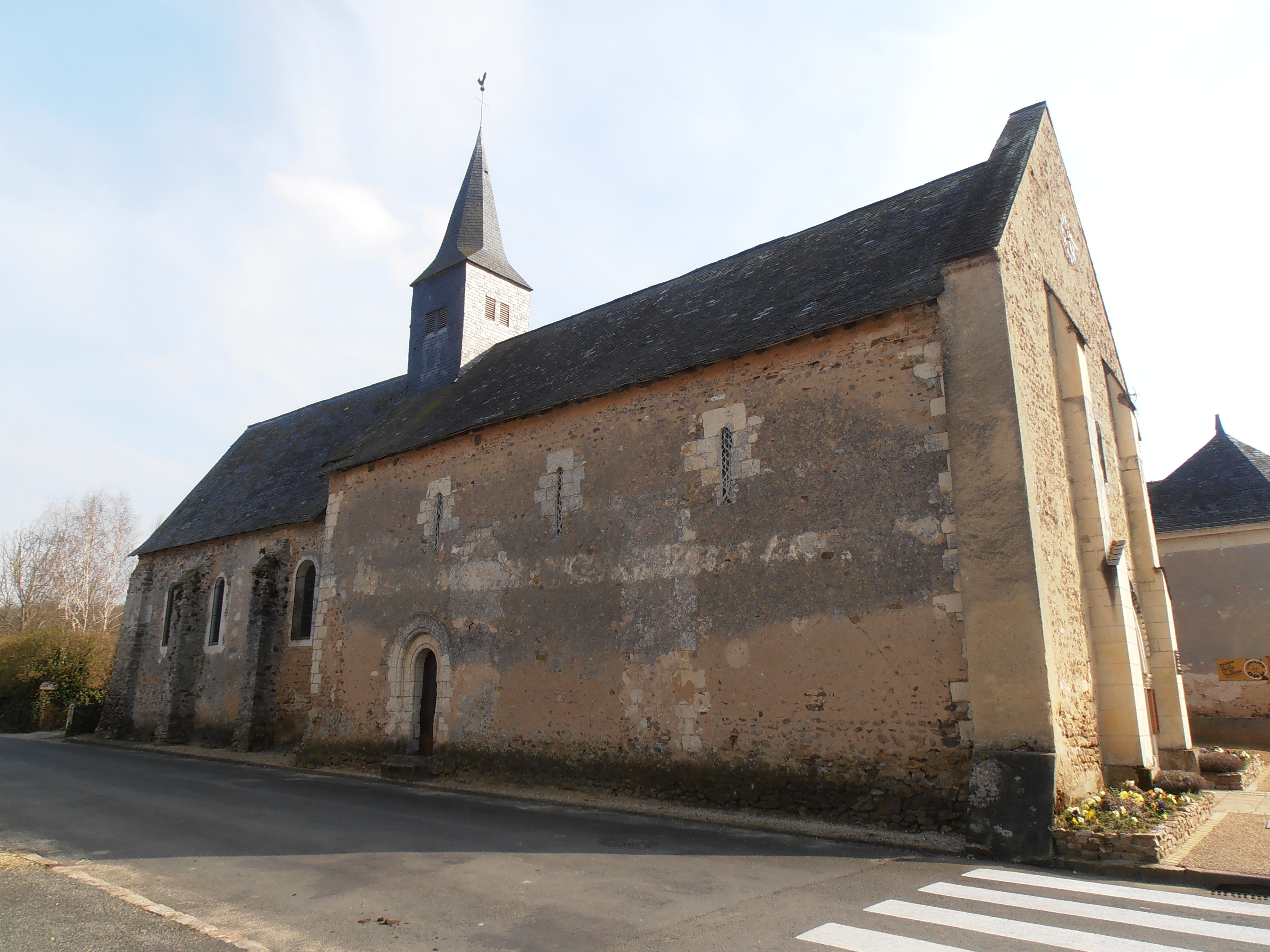
Kirche Saint-Martin in Beauvau
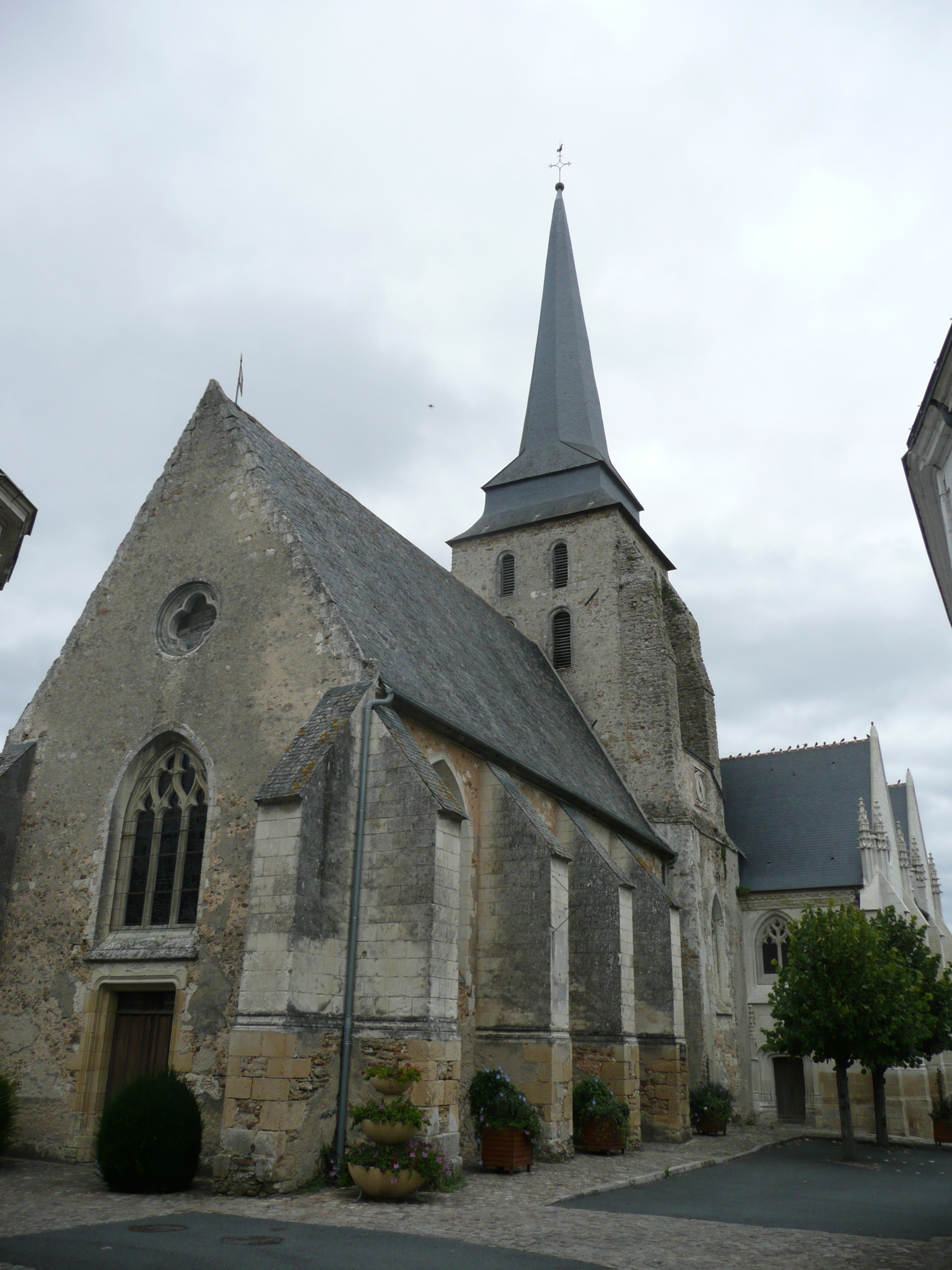
Kirche Saint-Cyr-et-Sainte-Julitte in Jarzé
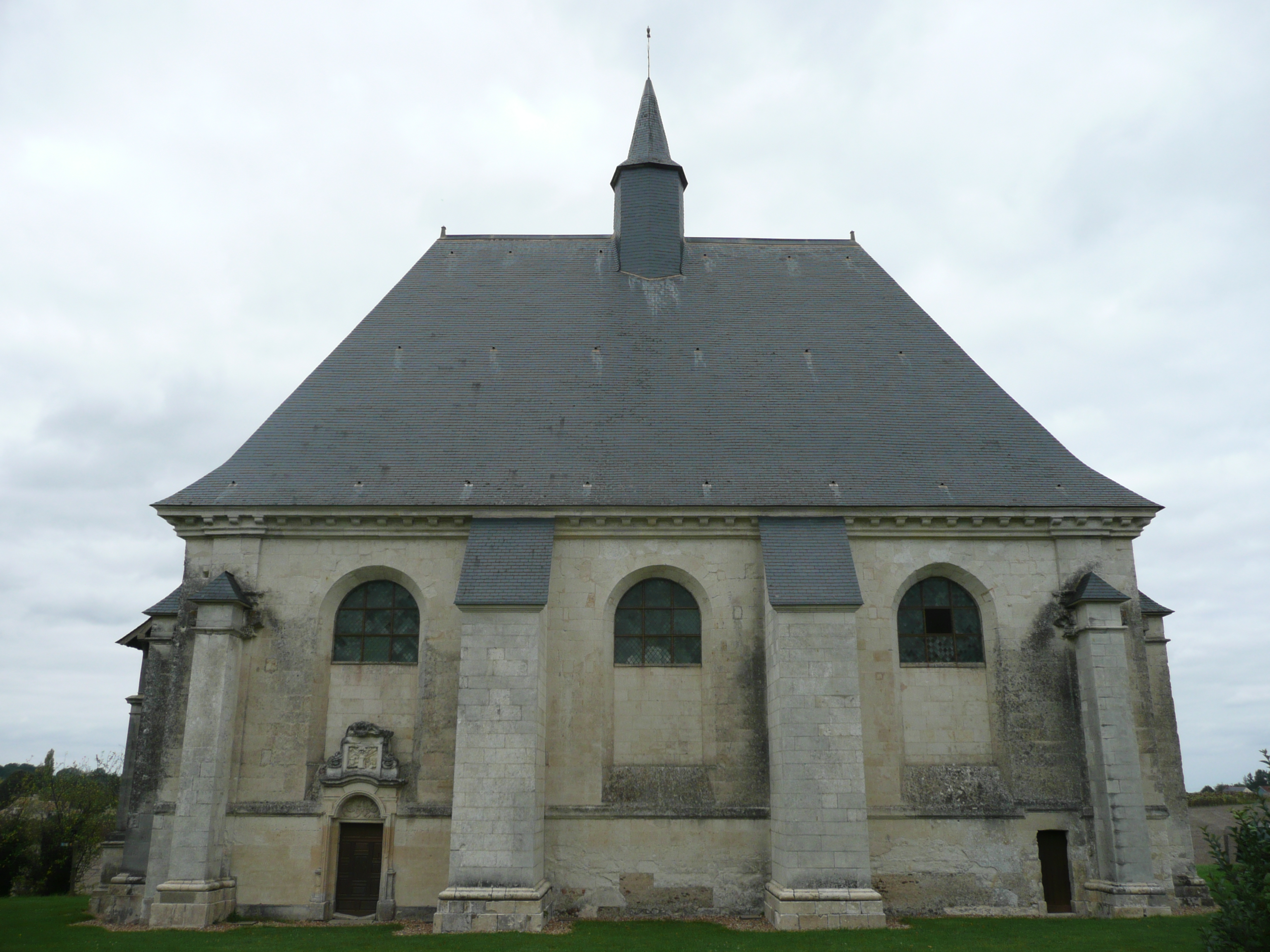
Kapelle Notre-Dame in Montplacé